# American Le Mans Series 2003
Navigation
Édition précédente Édition suivante
L'American Le Mans Series 2003 a été la cinquième saison de ce championnat.
Pour la première fois, une voiture d'une catégorie inférieure gagne le classement général d'une course de ce championnat sur l'Infineon Raceway.

## Calendrier
| Manche | Course                            | Circuit                        | Date         |
| ------ | --------------------------------- | ------------------------------ | ------------ |
| 1      | 12 Heures de Sebring              | Sebring                        | 20 mars      |
| 2      | Grand Prix d'Atlanta              | Road Atlanta                   | 27 juin      |
| 3      | New England Grand Prix            | Lime Rock Park                 | 5 juillet    |
| 4      | Grand Prix de Sonoma              | Infineon Raceway               | 18 juillet   |
| 5      | Grand Prix de Portland            | Portland International Raceway | 25 juillet   |
| 6      | Grand Prix de Mosport             | Mosport                        | 8 août       |
| 7      | Road America 500                  | Road America                   | 22 août      |
| 8      | Petit Le Mans                     | Road Atlanta                   | 25 septembre |
| 9      | Monterey Sports Car Championships | Laguna Seca                    | 16 octobre   |

## Résultats
Les vainqueurs du classement général de chaque manche sont inscrits en caractères gras.
| Manche | Circuit        | Équipe victorieuse LMP1                | Équipe victorieuse LMP2                   | Équipe victorieuse GTS                    | Équipe victorieuse GT                       | Résultats |
| Manche | Circuit        | Pilotes victorieux LMP1                | Pilotes victorieux LMP2                   | Pilotes victorieux GTS                    | Pilotes victorieux GT                       | Résultats |
| ------ | -------------- | -------------------------------------- | ----------------------------------------- | ----------------------------------------- | ------------------------------------------- | --------- |
| 1      | Sebring        | #1 Infineon Team Joest                 | #20 Dyson Racing                          | #3 Corvette Racing                        | #23 Alex Job Racing                         | Résultats |
| 1      | Sebring        | Frank Biela Marco Werner Philipp Peter | Didier de Radiguès Chad Block Chris Dyson | Ron Fellows Johnny O'Connell Franck Fréon | Sascha Maassen Lucas Luhr                   | Résultats |
| 2      | Road Atlanta   | #38 ADT Champion Racing                | #37 Intersport Racing                     | #4 Corvette Racing                        | #24 Alex Job Racing                         | Résultats |
| 2      | Road Atlanta   | J.J. Lehto Johnny Herbert              | Duncan Dayton Jon Field                   | Kelly Collins Oliver Gavin                | Jörg Bergmeister Timo Bernhard              | Résultats |
| 3      | Infineon       | #1 Infineon Team Joest                 | #16 Dyson Racing                          | #3 Corvette Racing                        | #23 Alex Job Racing                         | Résultats |
| 3      | Infineon       | Frank Biela Marco Werner               | Butch Leitzinger James Weaver             | Ron Fellows Johnny O'Connell              | Sascha Maassen Lucas Luhr                   | Résultats |
| 4      | Trois-Rivières | #1 Infineon Team Joest                 | #37 Intersport Racing                     | #4 Corvette Racing                        | #23 Alex Job Racing                         | Résultats |
| 4      | Trois-Rivières | Frank Biela Marco Werner               | Jon Field Duncan Dayton                   | Kelly Collins Oliver Gavin                | Sascha Maassen Lucas Luhr                   | Résultats |
| 5      | Mosport        | #1 Infineon Team Joest                 | #20 Dyson Racing                          | #3 Corvette Racing                        | #24 Alex Job Racing                         | Résultats |
| 5      | Mosport        | Frank Biela Marco Werner               | Andy Wallace Chris Dyson                  | Ron Fellows Johnny O'Connell              | Jörg Bergmeister Timo Bernhard              | Résultats |
| 6      | Road America   | #38 ADT Champion Racing                | #20 Dyson Racing                          | #80 Prodrive                              | #31 Petersen/White Lightning                | Résultats |
| 6      | Road America   | J.J. Lehto Johnny Herbert              | Andy Wallace Chris Dyson                  | Jan Magnussen David Brabham               | Craig Stanton Johnny Mowlem                 | Résultats |
| 7      | Laguna Seca    | #1 Infineon Team Joest                 | #16 Dyson Racing                          | #80 Prodrive                              | #23 Alex Job Racing                         | Résultats |
| 7      | Laguna Seca    | Frank Biela Marco Werner               | Butch Leitzinger James Weaver             | Jan Magnussen David Brabham               | Sascha Maassen Lucas Luhr                   | Résultats |
| 8      | Miami          | #38 ADT Champion Racing                | #20 Dyson Racing                          | #80 Prodrive                              | #23 Alex Job Racing                         | Résultats |
| 8      | Miami          | J.J. Lehto Johnny Herbert              | Andy Wallace Chris Dyson                  | Darren Turner David Brabham               | Sascha Maassen Lucas Luhr                   | Résultats |
| 9      | Road Atlanta   | #38 ADT Champion Racing                | #37 Intersport Racing                     | #88 Prodrive                              | #24 Alex Job Racing                         | Résultats |
| 9      | Road Atlanta   | J.J. Lehto Johnny Herbert              | Jon Field Clint Field Larry Connor        | Alain Menu Tomáš Enge Peter Kox           | Jörg Bergmeister Timo Bernhard Romain Dumas | Résultats |

## Classement écuries

### Classement LMP1
| Pos. | Écurie                 | Châssis                            | Moteur                             | 1  | 2  | 3  | 4  | 5  | 6  | 7  | 8  | 9  | Total |
| ---- | ---------------------- | ---------------------------------- | ---------------------------------- | -- | -- | -- | -- | -- | -- | -- | -- | -- | ----- |
| 1    | Infineon Team Joest    | Audi R8                            | Audi 3.6L Turbo V8                 | 26 | 16 | 20 | 20 | 20 | 13 | 20 | 16 | 19 | 170   |
| 2    | ADT Champion Racing    | Audi R8                            | Audi 3.6L Turbo V8                 | 22 | 20 | 16 | 16 | 10 | 20 | 13 | 20 | 26 | 163   |
| 3    | JML Team Panoz         | Panoz LMP01 Evo                    | Élan 6L8 6.0L V8                   | 14 | 10 | 10 | 13 | 16 | 16 | 16 | 13 | 22 | 130   |
| 4    | American Spirit Racing | Riley & Scott Mk III C             | Lincoln 5.0L V8                    | 8  | 6  |    | 8  |    | 6  | 10 | 8  | 14 | 60    |
| 5    | Intersport Racing      | Lola B2K/10 Riley & Scott Mk III C | Judd GV4 4.0L V10 Élan 6L8 6.0L V8 |    | 8  | 6  | 6  |    | 8  | 8  | 10 |    | 46    |
| 6    | Doran Lista Racing     | Dallara SP1                        | Judd GV5 5.0L V10                  | 10 | 13 | 13 |    |    |    |    |    |    | 36    |
| 7    | Team Bentley           | Bentley Speed 8                    | Bentley 4.0L Turbo V8              | 19 |    |    |    |    |    |    |    |    | 19    |
| 8    | Audi Sport UK          | Audi R8                            | Audi 3.6L Turbo V8                 | 12 |    |    |    |    |    |    |    |    | 12    |
| 9    | Taurus Sports Racing   | Lola B2K/10                        | Judd GV4 4.0L V10                  | 7  |    |    |    |    |    |    |    |    | 7     |

### Classement LMP2
| Pos. | Écurie               | Châssis                   | Moteur                                         | 1  | 2  | 3  | 4  | 5  | 6  | 7  | 8  | 9  | Total |
| ---- | -------------------- | ------------------------- | ---------------------------------------------- | -- | -- | -- | -- | -- | -- | -- | -- | -- | ----- |
| 1    | Dyson Racing Team    | MG-Lola EX257             | MG (AER) XP20 2.0L Turbo I4                    | 26 | 16 | 20 |    | 20 | 20 | 20 | 20 | 22 | 164   |
| 2    | Intersport Racing    | MG-Lola EX257 Lola B01/60 | MG (AER) XP20 2.0L Turbo I4 Judd KV675 3.4L V8 | 22 | 20 |    | 20 |    | 10 | 13 | 10 | 26 | 121   |
| 3    | Essex Racing         | Lola B2K/40               | Nissan (AER) VQL 3.0L V6                       |    | 8  | 13 | 16 | 10 | 16 | 16 | 13 | 16 | 108   |
| 4    | Downing-Atlanta Inc. | WR LMP-02                 | Mazda 2.6L 4-Rotor                             |    | 10 |    |    |    | 13 |    |    | 19 | 42    |
| 5    | Jeff Bucknum Racing  | Pilbeam MP91              | Willman 6 3.4L V6                              |    |    |    |    | 16 | 8  |    |    |    | 24    |

### Classement GTS
| Pos. | Écurie            | Châssis                           | Moteur                               | 1  | 2  | 3  | 4  | 5  | 6  | 7  | 8  | 9  | Total |
| ---- | ----------------- | --------------------------------- | ------------------------------------ | -- | -- | -- | -- | -- | -- | -- | -- | -- | ----- |
| 1    | Corvette Racing   | Chevrolet Corvette C5-R           | Chevrolet 7.0L V8                    | 26 | 20 | 20 | 20 | 20 | 16 | 16 | 10 | 19 | 167   |
| 2    | Prodrive          | Ferrari 550-GTS Maranello         | Ferrari 6.0L V12                     | 22 | 16 | 13 | 10 | 16 | 20 | 20 | 20 | 26 | 163   |
| 3    | Team Olive Garden | Ferrari 550 Maranello             | Ferrari 6.0L V12                     |    | 8  | 8  | 13 | 10 | 10 | 10 | 13 |    | 72    |
| 4    | Carsport America  | Dodge Viper GTS-R Pagani Zonda GR | Dodge 8.0L V10 Mercedes-AMG 6.3L V12 | 16 |    | 6  |    | 8  | 4  | 8  |    |    | 42    |
| 5    | Konrad Motorsport | Saleen S7-R                       | Ford 7.0L V8                         |    |    |    |    |    | 6  |    |    |    | 6     |

### Classement GT
| Pos. | Écurie                     | Châssis              | Moteur                | 1  | 2  | 3  | 4  | 5  | 6  | 7  | 8  | 9  | Total |
| ---- | -------------------------- | -------------------- | --------------------- | -- | -- | -- | -- | -- | -- | -- | -- | -- | ----- |
| 1    | Alex Job Racing            | Porsche 911 GT3-RS   | Porsche 3.6L Flat-6   | 26 | 20 | 20 | 20 | 20 | 10 | 20 | 20 | 26 | 182   |
| 2    | Risi Competizione          | Ferrari 360GT Modena | Ferrari 3.6L V8       |    |    | 13 | 16 | 16 |    | 16 | 16 | 19 | 96    |
| 3    | The Racer's Group          | Porsche 911 GT3-RS   | Porsche 3.6L Flat-6   | 12 | 13 | 10 |    | 2  | 16 | 8  | 2  | 16 | 79    |
| 4    | Petersen/White Lightning   | Porsche 911 GT3-RS   | Porsche 3.6L Flat-6   | 22 |    | 8  |    |    | 20 | 13 | 10 |    | 73    |
| 5    | J-3 Racing                 | Porsche 911 GT3-RS   | Porsche 3.6L Flat-6   |    | 10 | 6  | 13 | 6  | 2  |    |    | 14 | 51    |
| 6    | P.K. Sport                 | Porsche 911 GT3-RS   | Porsche 3.6L Flat-6   |    | 6  |    |    | 8  | 1  | 10 | 13 | 9  | 47    |
| 7    | ACEMCO Motorsports         | Ferrari 360GT Modena | Ferrari 3.6L V8       |    | 8  |    | 10 | 3  | 3  | 4  | 3  | 10 | 41    |
| 8    | Orbit Racing               | Porsche 911 GT3-RS   | Porsche 3.6L Flat-6   | 8  | 2  | 4  | 4  | 13 |    |    | 1  | 8  | 40    |
| 9    | JMB Racing USA             | Ferrari 360GT Modena | Ferrari 3.6L V8       | 16 | 3  |    |    | 1  |    | 6  | 8  |    | 34    |
| 10   | ZIP Racing                 | Porsche 911 GT3-RS   | Porsche 3.6L Flat-6   | 7  |    |    | 8  |    | 13 |    | 4  |    | 32    |
| 11   | Seikel Motorsport          | Porsche 911 GT3-RS   | Porsche 3.6L Flat-6   | 19 |    |    |    |    | 6  |    |    |    | 25    |
| 12   | Yokohama Advan             | BMW M3 GTR           | BMW 3.2L I6           |    |    |    |    |    |    |    |    | 12 | 12    |
| 13   | DeWALT Racesport Salisbury | TVR Tuscan T400R     | TVR Speed Six 4.0L I6 | 10 |    |    |    |    |    |    |    |    | 10    |
| 14   | Inline Cunningham Racing   | Porsche 911 GT3-RS   | Porsche 3.6L Flat-6   |    |    | 1  | 6  |    |    |    |    |    | 7     |
| 15   | Ferri Competizione         | Ferrari 360GT Modena | Ferrari 3.6L V8       |    |    |    |    | 4  |    |    |    |    | 4     |